# 理平焼
理平焼（りへいやき）は香川県高松市で焼かれる陶器。高松焼ともいう。初代高松藩主、松平頼重が京都の陶工、森島作兵衛を招き焼かせた御庭焼がルーツとなっている。作兵衛が高松に在住した際に理兵衛と改名したため、理兵衛焼と呼ばれるようになった。
森島作兵衛の父は、森島重芳と言い、豊臣秀頼に千三百石で仕えていた武士であった。大阪の役で逃れて信楽に到り、その地で陶工を営む中国人の雲林院何某に会い、陶工を生業とするようになった。この子の作兵衛は京都の粟田口に移住し、在住の際、かの野々村仁清から陶器の技法を学んだ。そのため、高松仁清とも呼ばれるようになった。松平頼重は、若い頃、京都嵯峨に住んでいた。その時に、森島作兵衛を招いて器を作らせていた。頼重が高松藩主になった時、作兵衛を高松に招き、紀太理兵衞という名を藩主より賜った。
現在、理平焼と呼ばれるのは明治に入ってからで、栗林公園の北門前へ窯場を移転してからである。窯創設以来、一度も廃窯することなく、脈々と受け継がれ、現在は14代目である。
理平焼の特徴は土の性質によって生じる、藤色の器肌にある。また、京焼の流れを汲む蒔絵の技法を用いた作品も試みられている。